# Coupe de Nouvelle Calédonie
La Coppa della Nuova Caledonia è una competizione ad eliminazione diretta organizzata dalla federazione calcistica locale. Fu disputata per la prima volta nel 1954.

## Formato
La competizione si divide in due fasi: la prima è la fase di qualificazione che si svolge su base regionale (tre diverse zone geografiche, con partite suddivise in diversi turni), successivamente si svolge la fase finale della manifestazione a cui partecipano in tutto sedici squadre. Alla fase finale partecipano quindi 8 squadre provenienti dalle qualificazioni (2 dalla zona Nord, 4 dalla zona Sud, 2 dalla zona di Lifou) e le 8 squadre del campionato nazionale di massima divisione (qualificate di diritto).

## Albo d'oro
| Anno   | Campione             | Risultato       | Finalista               |
| ------ | -------------------- | --------------- | ----------------------- |
| 1954   | Indépendante         | 5 - 3           | Uniforme Fayaoué        |
| 1955   | non disputata        | non disputata   | non disputata           |
| 1956   | PLGC                 | 2 - 1           | Ouvéa                   |
| 1957   | Impassible           | 5 - 2           | PLGC                    |
| 1958   | PLGC                 | 6 - 0           | Impassible              |
| 1959   | Wé                   | 4 - 2           | Impassible              |
| 1960   | Uniforme Fayaoué     | 4 - 2 (dts)     | Indépendante            |
| 1961   | Île des Pins         | 1 - 1           | Impassible              |
| replay | Île des Pins         | 3 - 2           | Impassible              |
| 1962   | Olympique Nouméa     | 5 - 0           | PLGC                    |
| 1963   | Olympique Nouméa     | 5 - 1           | Île des Pins            |
| 1964   | JS Vallée du Tir     | 1 - 0           | USC Nouméa              |
| 1965   | JS Vallée du Tir     | 5 - 2           | Île des Pins            |
| 1966   | JS Vallée du Tir     | 3 - 0           | Thio Sport              |
| 1967   | JS Vallée du Tir     | 3 - 3           | CSM                     |
| replay | JS Vallée du Tir     | 1 - 0           | CSM                     |
| 1968   | JS Vallée du Tir     | 1 - 1           | AS Le Nickel            |
| replay | JS Vallée du Tir     | 3 - 2           | AS Le Nickel            |
| 1969   | AS Le Nickel         | 2 - 1           | JS Vallée du Tir        |
| 1970   | AS Le Nickel         | 3 - 1           | Nathalo                 |
| 1971   | AS Le Nickel         | 2 - 1           | FC Gaitcha              |
| 1972   | AS Le Nickel         | 4 - 0           | CB Ponérihouen          |
| 1973   | UAC Yaté             | 1 - 0           | JS Vallée du Tir        |
| 1974   | UAC Yaté             | 5 - 2 (dts)     | ASLN Nouméa             |
| 1975   | AS Le Nickel         | 1 - 0           | JS Vallée du Tir        |
| 1976   | Kehdek Koumac        | 1 - 1           | AS Le Nickel            |
| replay | Kehdek Koumac        | 2 - 1           | AS Le Nickel            |
| 1977   | USL Gélima           | 2 - 1           | AS Le Nickel            |
| 1978   | USL Gélima           | 4 - 1           | JS Maré Nouméa          |
| 1979   | USL Gélima           | 3 - 0           | JS Maré Nouméa          |
| 1980   | JS Baco              | 3 - 2 (dts)     | CA Saint-Louis          |
| 1981   | CA Saint-Louis       | 2 - 1           | AS Ponoz                |
| 1982   | USL Gélima           | 1 - 1 (3-0 dcr) | JS Baco                 |
| 1983   | AS Païta             | 2 - 0           | CB Ponérihouen          |
| 1984   | JS Baco              | 2 - 0           | AS Kunié                |
| 1985   | CA Saint-Louis       | 3 - 1           | AS Kunié                |
| 1986   | CA Saint-Louis       | 3 - 0           | AS 6e km                |
| 1987   | JS Baco              | 2 - 0           | AS Kunié                |
| 1988   | Wé-Luécilla          | 1 - 0           | CA Saint-Louis          |
| 1989   | AS Frégate Mont-Dore | 3 - 2           | JS Baco                 |
| 1990   | CA Saint-Louis       | 1 - 0           | Entente Gélima          |
| 1991   | JS Baco              | 3 - 1           | AS Le Nickel/As Magenta |
| 1992   | Wé-Luécilla          | 3 - 0           | AS Kunié                |
| 1993   | ASLN Thio            | 4 - 1           | CA Saint-Louis          |
| 1994   | CA Saint-Louis       | 5 - 1           | AS Qanono               |
| 1995   | JS Baco              | 3 - 2           | Wé-Luécilla             |
| 1996   | AS Magenta           | 3 - 0           | Uniforme Fayaoué        |
| 1997   | CA Saint-Louis       | 1 - 1 (4-3 dcr) | FC Gaitcha              |
| 1998   | JS Traput            | 1 - 1 (5-4 dcr) | CS Nékoué               |
| 1999   | JS Traput            | 1 - 0 (dts)     | AS Auteuil              |
| 2000   | AS Magenta           | 1 - 1 (4-1 dcr) | JS Traput               |
| 2001   | AS Magenta           | 4 - 3           | AS Mont Dore            |
| 2002   | AS Magenta           | 5 - 2           | JS Ouvéa                |
| 2003   | AS Magenta           | 1 - 0           | JS Baco                 |
| 2004   | AS Magenta           | 2 - 1           | AS Mont Dore            |
| 2005   | AS Magenta           | 2 - 1           | JS Baco                 |
| 2006   | AS Mont Dore         | 2 - 1 (dts)     | JS Baco                 |
| 2007   | AS Lössi             | 1 - 0           | AS Mont Dore            |
| 2008   | AS Mont Dore         | 3 - 0           | AS Lössi                |
| 2009   | AS Mont Dore         | 3 - 3 (4-2 dcr) | AS Magenta              |
| 2010   | AS Magenta           | 2 - 1           | FC Gaïtcha              |
| 2011   | FC Gaïtcha           | 2 - 0           | AS Magenta              |
| 2012   | AS Lössi             | 1 - 1 (3-2 dcr) | AS Magenta              |
| 2013   | Hienghène Sport      | 3 - 1           | AS Qanono               |
| 2014   | AS Magenta           | 3 - 1           | AS Lössi                |
| 2015   | Hienghène Sport      | 3 - 0           | AS Mont Dore            |
| 2016   | AS Magenta           | 2 - 2 (4-3 dcr) | Hienghène Sports        |
| 2017   | AS Lössi             | 2 - 1           | Hienghène Sports        |
| 2018   | AS Magenta           | 1 - 0           | Hienghène Sports        |
| 2019   | Hienghène Sport      | 5 - 3           | AS Lössi                |
| 2020   | Hienghène Sport      | 3 - 1           | SC Ne Drehu             |